# Cadjèhoun
Cadjèhoun est un quartier situé dans le douzième arrondissement de Cotonou, capitale du Bénin. C'est un quartier où vivent des personnes de toutes les couches sociales,,. Les Béninois lambdas et les autorités fréquentent et vivent dans ce quartier. C'est dans ce quartier que se trouvent les résidences de l'ancien président du Bénin Thomas B. Yayi et du président Patrice Talon,.
Dans ce même quartier se trouvent plusieurs institutions étatiques et internationales : la Présidence de la République du Bénin, l'Aéroport international Cardinal Bernardin Gantin, l'Ambassade de France, l'ASECNA, le CNHU (plus grand centre hospitalier du pays), l'École Supérieure de Génie Civil Véréchaguine AK et aussi des monuments comme la Place du Souvenir et plusieurs ministères.
Selon un rapport de février 2016 de l'Institut National de la Statistique et de l'Analyse Économique (INSAE) du Bénin intitulé Effectifs de la population des villages et quartiers de ville du Bénin (RGPH-4, 2013), le quartier Cadjèhoun comptait 3459 habitants en 2013.

## Galerie

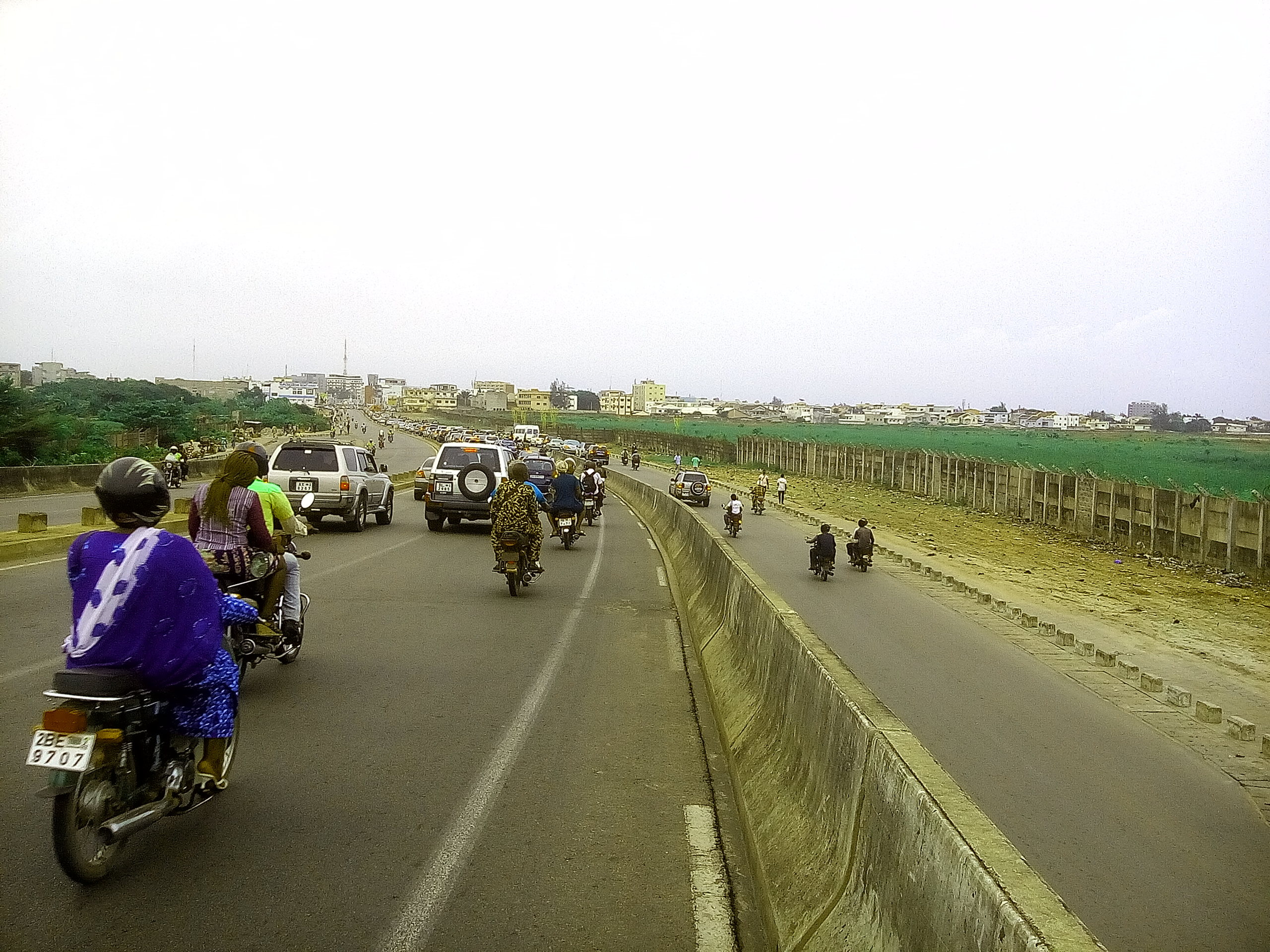
Le passage supérieur en partant de Cadjèhoun.
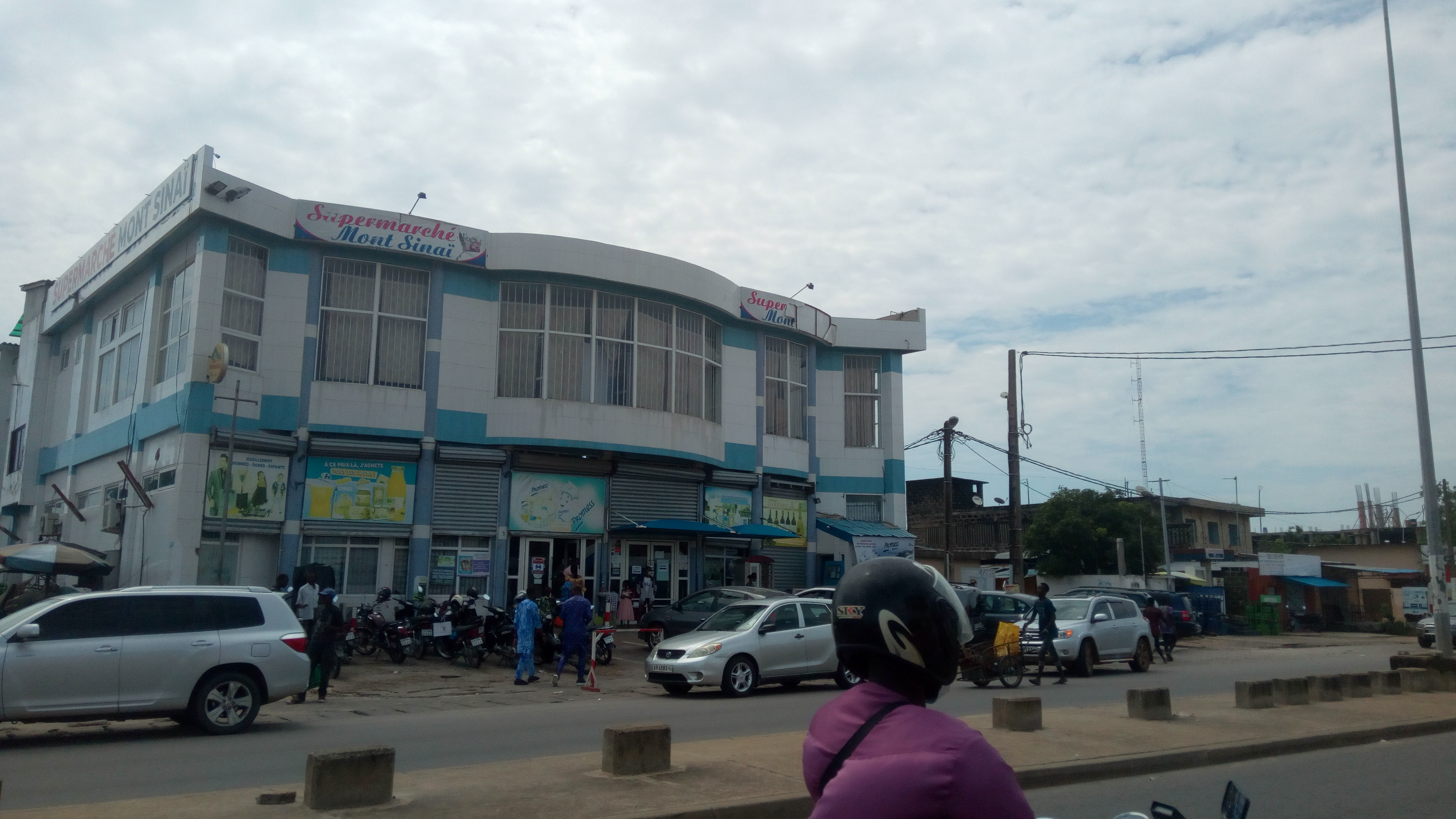
Supermarché Mont Sinai de Cadjèhoun.
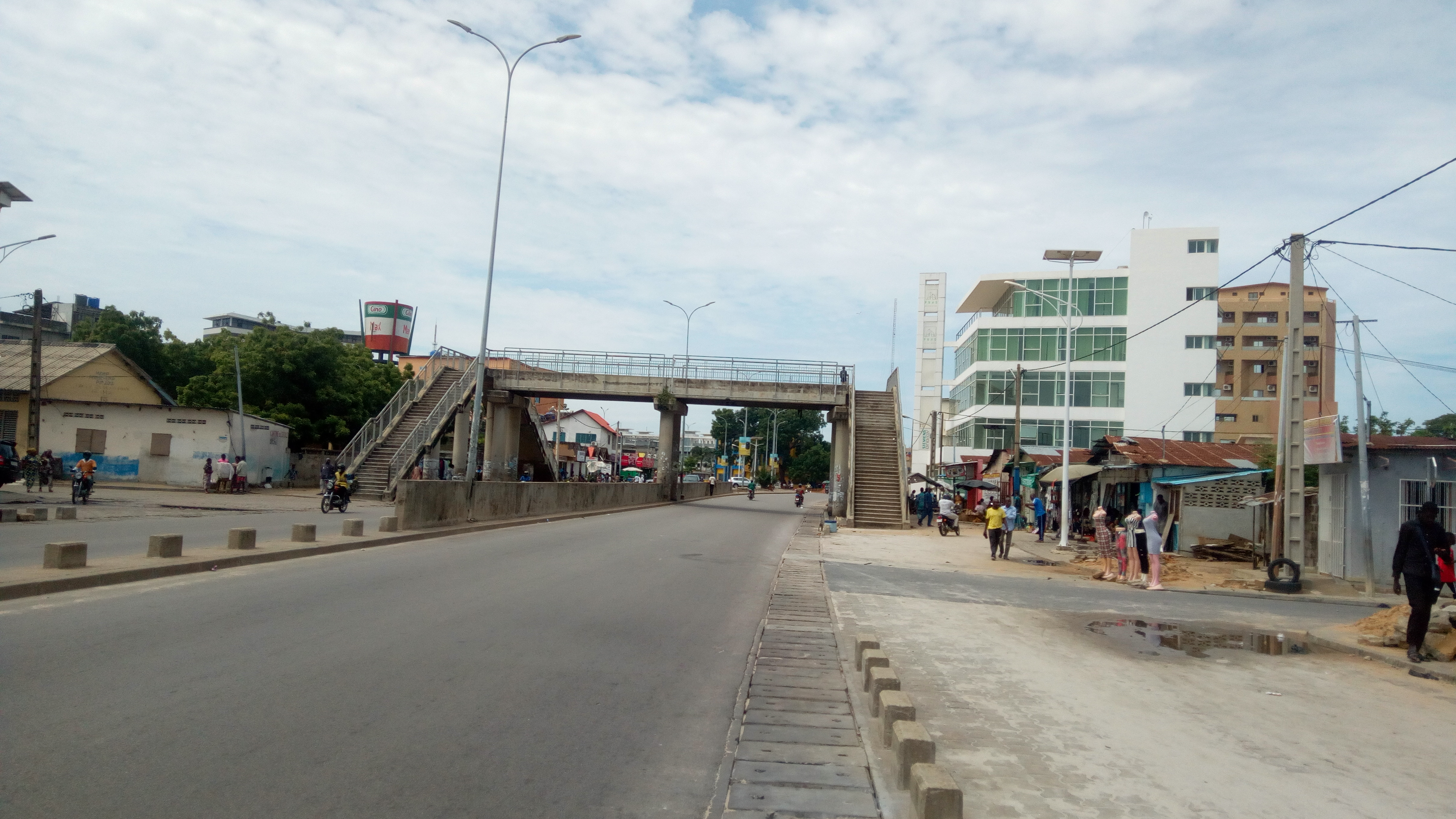
Passerelle piétonne à Cadjèhoun.